# 郑孝燮

郑孝燮（1916年3月5日—2017年1月24日），字揆甫，男，奉天（今辽宁）沈阳人，中国城市规划与建筑学家、古建与文物保护专家 。

## 生平
1916年农历二月初二（阳历3月5日）出生于沈阳。郑孝燮出身书香门第，父亲郑联桂民国初年毕业于奉天法政大学，在奉天法政研究院从事法律研究。郑联桂在开原、吉林等地担任审判官及民事审判庭庭长后成为东北成名律师。郑孝燮童年丧母，在祖父母身边长大。祖父郑英澜民国初年任奉天省议会参议员、教育厅厅长。郑英澜提出:“学务为造就人才之所，振兴国家之基，关系最重。而奉天地处特别，若不从整顿入手更无以希望将来。”“欲强国必先使人民皆有普通知识，而求此知识非学校不为功。” 郑英澜最早在1916年《整顿学务以储人才案》提出在东北创建综合性大学。对此，张作霖非常赞成。1923年，东北大学正式成立，1925年，新校舍建成，其规模和功能在国内亦是首屈一指。郑英澜一方面要整顿学务积弊，剔除办学人员的奢靡之风和对校务的漫不经心，一方面要广筹经费，扩充基础教育，以求教育普及。郑英澜参与实业兴国于1919-1921年筹建奉天纺纱厂并任协理，缓解第一次世界大战后纺布奇缺及对的“洋布”依赖。奉天纺纱厂在1920年代成为东北最大的棉纺织厂。郑英澜亦致力于慈善事业，于1920年代中期任营口救济院（也称同善堂）堂长。郑孝燮一生深受祖父郑英澜的影响。
受家庭环境的熏陶，郑孝燮从小就喜爱诗词，并对京剧很是着迷，尤爱中国历史与文化。1931年九一八事变爆发，15岁的郑孝燮离开奉天，经北平到上海学习。1935年，郑孝燮毕业于江苏省立上海中学。在外求学期间，郑孝燮因战乱与东北家人失联，靠在天津邮局工作的六叔郑叔彝资助得以完成学业。报考大学时，家里人主张他学工矿，搞实业救国，但他执意要搞建筑。在他眼里，传统建筑是中华民族精神的象征，是博大精深的华夏文明的具体体现。1935年，郑孝燮考入交通大学唐山工学院（今唐山交通大学）土木系，刻苦攻读，从师建筑学家、中国建筑教育先驱林炳贤。1937年抗日战争全面爆发，郑孝燮南下武汉，在武汉大学借读，次年又西去重庆，考入中央大学（今东南大学）建筑系。1938年至1942年，在中央大学建筑系学习，从师鲍鼎，获工学学士学位。鲍鼎在业界久负盛名，与梁思成共享“北梁南鲍”之美誉。大学期间，郑孝燮成绩优异，先后获得“中国营造学社桂莘奖学金”和“基泰工程司”奖学金。郑孝燮获得第一届桂莘奖学金的设计命题为"国民大会堂",由梁思成评审。郑孝燮的设计体现了中华民族的建筑风格与气势,设计图在重庆第三届全国美术展览会上展出。
1943年至1945年，郑孝燮在重庆、兰州、武汉等地开展建筑师业务。1945年，郑孝燮与马毓荃在兰州结为伉俪。1946年，时任中央大学建筑系主任的鲍鼎被湖北省政府请去协助主持武汉区域规划委员会，郑孝燮随鲍鼎到该委员会任职。参加“大武汉”规划的资料整理和城市布局研究是郑孝燮从事城市规划工作的开始。参考二战后大伦敦重建规划的指导思想和卫星城镇等理论，师生二人在武汉的区域规划中，提出了开辟青山等卫星城镇及在龟山、蛇山间架设长江大桥和加固汉口外围防洪堤等规划设想。虽然这些设想和规划在当时因为战乱未能付诸实施，但后来的事实证明这些设想是有价值的。
新中国成立前夕，清华大学建筑系主任梁思成邀请郑孝燮到清华任教。郑孝燮决定放弃在武汉的城市规划工作,携全家北上，任清华大学建筑系讲师、副教授，协助梁思成办理系务。。主要讲授“建筑设计”和“房屋建筑学”等课程，他教学认真，言传身教，深受同学们的好评。这期间，郑孝燮还参加了由梁思成主持的，为召开中国人民政治协商会议而改建北京中南海怀仁堂，以及开辟西直门瓮城及城楼两侧门洞的设计与监修工作以及保护北京古城区,另辟西郊新城区的总体规划和实地调查。梁思成、林徽因非常重视建筑历史和建筑艺术理论，这对郑孝燮产生了很大的影响。郑孝燮亲眼看到了梁思成夫妇为保护古建筑所做的许多工作和遭受的种种磨难,当时他没有想到,此后他也会走上这条道路。
新中国成立后的“一五”期间，许多重点城市和新城镇开始编制城市总体规划，需要更多的专业技术骨干投身到经济建设的第一线。1952年至1957年，郑孝燮调任中央人民政府重工业部（1954年改为中华人民共和国重工业部）基本建设局设计处副处长、建筑师。1954年，郑孝燮参加了太原市河西居住区详细规划的设计和市中心规划的评审。1957年至1965年，历任中华人民共和国城市建设部城市规划局、中华人民共和国建筑工程部城市规划局、国家建委城市规划局、国家计委城市局建筑师。这期间，郑孝燮参与编制和审查了多个城市的规划方案。1958年，郑孝燮作为中国建筑师代表团的成员出席了在苏联莫斯科举行的国际建筑师协会第五次代表大会，大会议题是“第二次世界大战后的城市重建”。同年8月，他又随梁思成带队的中国城市规划文化代表团赴捷克斯洛伐克考察城市规划和文化遗产保护。1959年，他作为建筑工程部上海城市规划专家组的主要成员赴上海参加了为期一年的城市规划工作。正是这个上海城市总体规划方案，提出了逐步改造旧市区、严格控制近郊工业区规模、有计划地建设远郊卫星城镇的想法，为上海的发展奠定了良好的规划基础。郑孝燮兼任国家文局谘议委员会委员、国家文物委员会委员等职。1964年郑孝燮当选为第三届全国人大代表。1965年至1966年，郑孝燮任《建筑学报》主编，主持编辑部的日常工作，为学报建设做了大量工作。1966年"文革"开始，《建筑学报》停刊，郑孝燮被停止工作，并受到一些不公正的对待，多年收集的研究资料有不少被毁。1969年，又被下放到河南焦作五七干校。在艰苦的环境下，郑孝燮丝毫没有动摇爱国主义的信念，期待着恢复城市规划工作。
1971年至1973年，郑孝燮任中国建筑科学研究院建筑师。1973年至1980年，任中国城市建设研究所顾问。1980年起，历任国家城市建设总局城市规划局、中华人民共和国城乡建设环境保护部城市规划局、中华人民共和国建设部城市规划司技术顾问，中国城市规划设计研究院高级技术顾问，中国城市规划学会理事长，国家历史文化名城保护专家委员会副主任，中国文物学会常务理事，中国建筑学会常务理事，中国城市科学研究会常务理事，国家文物委员会委员，北京市人民政府顾问团建筑艺术顾问，北京市文物古迹保护委员会顾问，北京市文物保护协会顾问，中国长城学会顾问，建筑历史与理论学术委员会委员，中国风景园林学会顾问，中国紫禁城学会名誉会长。郑孝燮先生长期致力于城市规划、建筑设计的实践、教育和科学研究。在研究探讨中国城市规划的历史和理论、保护城市历史风貌和文化古迹等方面有很高的造诣，对于中国历史文化名城的倡建及其规划和建设做出了突出的贡献。
1964年至1975年，郑孝燮任第三届全国人大代表。1978年至1993年，郑孝燮历任第五、六、七届全国政协委员。先后担任第五届全国政协城建组副组长，第六届全国政协经济组副主任，第七届全国政协提案委员会副主任。作为无党派民主爱国人士，郑孝燮认为这既属于政协委员参政议政的责任，又能结合自己的专业研究，为社会多做贡献。"文革"后，中央提出全国政协了解中国各地文物、古建筑的破坏情况，郑孝燮参加了这项工作，由此在1976年以后将所有精力投入到城市历史和古建筑保护的调查研究工作中。郑孝燮对承德避暑山庄、北京故宫、卢沟桥、大钟寺、十三陵、天坛、先农坛、德胜门箭楼、八达岭、山西宁武关大水口堡等多段长城、北京四合院、云南丽江古城、山西平遥古城、应县木塔、山西民宅(乔家大院、王家大院)、福建土楼、西藏布达拉宫、新疆楼兰遗址、江南水乡古镇（周庄、甪直、乌镇、西塘）、安徽歙县渔梁坝等古建筑的保护都起到了重要作用。
1978年，在担任国家建委城市建设总局总建筑师期间，郑孝燮得知北京因修建立交桥计划拆除德胜门箭楼。当时德胜门箭楼还未被列为文物保护单位，但郑孝燮深知其价值，为了阻止这一建筑被破坏，他向时任中共中央副主席陈云提出制止拆除德胜门的“紧急建议”。他在信中说，德胜门箭楼是除前门箭楼外，在京城“北线”仅存的明代古建筑。它不仅对“南线”和中轴线有呼应作用，也是来自十三陵方向的终结，它的历史价值和文物价值“无可替代”，希望得以“综合研究，妥善保留”。郑孝燮引举了凯旋门的例子，巴黎就沒有为改善交通而把凯旋门拆掉，希望我们的政府领导和国人，也要看到古建文物的珍贵价值及它的"资源"作用。他的信言辞恳切，说理鲜明，很快得到党中央、国务院及国家建委和北京市的重视，并立即予以采纳。国务院副总理谷牧召集专家讨论，批示维修，並责成国家文物局负责工程。就这样，德胜门箭楼得以保存至今。
中央提出让全国政协了解各地古建筑和园林等的破坏情况。1980年，由全国政协副主席王首道带队，缪云台、赵朴初、程思远、萨空了、魏传统、钱伟长、沈其震、单士元、郑孝燮等委员一道开始了对承德避暑山庄的调查工作。避暑山庄和外八庙的内外环境本来是很协调的，但因为有些地方不断遭到“建设性破坏”，文物古迹的内外环境失控，出现了乱占、乱拆、乱堆、乱砍的现象。这些地方，直到全国政协介入调查，才逐步腾退出来。经过郑孝燮及多位文物专家的努力，1994年，承德避暑山庄与周围的庙宇一起被列入《世界遗产名录》。
卢沟桥是北京地区现存最古老的一座联拱石桥。“卢沟哓月”是燕京八景之一，1937年的七七事变，在卢沟桥上中国军队奋起还击，抗日战争就此开始。但在相当一段时期内，卢沟桥是北京往南去的惟一交通桥，古桥不堪重负。政协委员们在经过详实的调查后，提出要将它保护起来。可是管道路交通的人又拒绝修新桥，并一再强调桥就是用来过往交通，走人走车的。郑孝燮听了这种论调，很是愤慨，反诘道：“饭碗本来是吃饭用的，但是故宫里展览的那些古代瓷器，如宋代玛瑙轮花碗、珐琅彩雉鸡牡丹纹碗等，就不是用来吃饭的，是供人欣赏的。卢沟桥这座古桥，距今有800多年的历史了，为什么还让它走车呢？现在它就是用来参观的。为了节约资金，少修一座桥，这不是保护的概念”。功夫不负苦心人，卢沟桥被列为国家重点文物保护单位。此外，北京大钟寺、十三陵、八达岭长城、颐和园和天坛等古迹以及全国各地多处文物古迹的保护，也都倾注了郑孝燮的心血。
1985年春，全国政协委员侯仁之、阳含熙、郑孝燮、罗哲文联名递交全国政协663号提案，建议中国申请加入世界遗产公约组织。1985年11月22日，中国政府决定加入《保护世界文化和自然遗产公约》。1985年，罗哲文和郑孝燮、单士元起草文本，将长城申报为中国第一个《保护世界文化和自然遗产公约》中的世界文化遗产。迄今为止，我国已经有50处文化和自然遗产被列入《世界遗产名录》，成为继意大利之后的第二世界遗产大国。1995年6月15日，国家文物局召开会议“审议推荐的世界文化遗产预备项目”，候选的项目名单中包括苏州园林、辽宁牛河梁遗址、丽江古城等，而平遥古城未被列入书面推荐名单，郑孝燮当场拍案而起，要求将平遥古城列入。山西的平遥古城是明清时期城市的典型代表，也是中国票号的发祥地，在中外金融发展史上具有重要意义。它体现的是儒家思想体系的汉族文化，贯穿着封建礼制的规范，形成了讲求方正、对称、中轴、主次及等级关系的城市布局形制，并特别突出了晋中地方民居的建筑特色。郑孝燮的这些观点得到了时任建设部部长侯捷的赞同，平遥古城得以被申报，并于1997年列入世界文化遗产名录。2007年，山西省政府授予郑孝燮、罗哲文、阮仪三、王景慧等7人“平遥古城申遗功臣”荣誉称号。2017年申遗成功20年之际,为了铭记在平遥古城申遗工作中做出突出贡献的四位功臣，平遥县委县政府决定，将环古城的四条路分别命名为阮仪三街、郑孝燮路、王景慧街和罗哲文路。
1985年，郑孝燮与罗哲文奈良应邀出席在日本奈良举办的“文化遗产保护与城市建设的协调”国际学术讨论会，并考察日本奈良、京都等地建筑文物保护。
1986年，上海未被列入第二批历史文化名城的预定方案。当时有许多专家认为，上海等近现代城市不在历史文化名城的范畴之内。但郑孝燮表示不同意这一观点。郑孝燮认为，历史文化名城要有重点地反映不同历史阶段的城市社会性质和环境风貌，近现代史上有过重要影响的城市理应被纳入这一名单。郑孝燮与单士元、罗哲文联合致信中华人民共和国国务院副总理万里，促使上海、天津、武汉等近现代城市被列为历史文化名城。此后，郑孝燮作为全国历史文化名城保护专家委员会副主任委员，为保护历史文化名城在理论和实践方面做了大量工作。
1990年代初，布达拉宫维修工程第一期完工，郑孝燮、付清远、晋宏逵等国家文物局布达拉宫维修工程验收组专家三赴西藏开展了维修工程中期验收和竣工验收工作。
1993-1994年，全国政协组织一支包括学者、专家和三峡工程有关负责人在内的考察团奔赴三峡实地考察，研讨抢救三峡库区珍贵文物的方略。郑孝燮深入现场，为后来小三峡的大昌古城整体搬迁作出了贡献。郑孝燮作为全国政协副主席钱伟长特邀考察团专家又赴苏州、杭州、泉州、福州进行历史文化名城保护实地考察、出计献策。
1994年，郑孝燮、单士元、罗哲文应邀出席台湾“海峡两岸传统建筑技术观摩研讨会”，并考察台湾各地建筑文物保护。
1995年中国紫禁城学会成立后初期，郑孝燮、罗哲文任名誉会长，单士元任会长。故宫博物院的单士元、建设部的郑孝燮、国家文物局的罗哲文，并称为中国文物保护的“三驾马车”。三驾马车”的足迹遍及全国各地的历史文化名城和文物保护单位。2002年，国务院决定对故宫进行整体修缮、维护。为了保证工作质量，文化部为此成立了专家咨询委员会，郑孝燮任委员会专家，提出了许多中肯、重要的观点，都在工程中得到了采用。 故宫是郑孝燮毕生关注、研究的对象。他对于故宫整体保护有着独到见解。
2003年郑孝燮参加了甘肃、新疆等地文物保护考察，自敦煌出发，西出玉门关，穿越被称为 “死亡之海”的罗布泊，考察了楼兰、龟兹、交河等处考古遗址保护状况。回京以后，郑孝燮会同谢辰生、罗哲文、徐苹芳等几位专家反映沿途所见文物保护存在问题，特别是对古楼兰国遗址保护状况“极为忧虑”，希望国家文物局给予关注，加大支持和投入力度。对此，国家文物局通过深入调研，将情况及时上报国务院，引起高度重视，批准设立新疆大遗址保护专项资金，随后启动了全国大遗址保护行动计划。近年来，实施大遗址保护，建设国家考古遗址公园，得以推广至全国各地，得益于先生和专家们的呼吁。
2005年，罗哲文、郑孝燮、朱炳仁给京杭大运河沿岸18个城市(区)写了一封加快“申遗”工作的倡议书，呼吁保护大运河，推动大运河申遗。这封倡议书提出了两个重要的原则:第一，京杭大运河是活着的；第二，中国的京杭大运河承载的“自然”、“物质”与“非物质”文化内容，密不可分，应该合三种遗产形式为一申报。在3位专家的推动下，2006年3月的两会上，58位委员联名提交了一份提案，共同呼吁从战略高度启动对京杭大运河的抢救性保护工作，并申报世界遗产项目。提案引起了极大反响。2006年，大运河被确定为全国重点文物保护单位。2014年，大运河被列为世界文化遗产。罗哲文、郑孝燮、朱炳仁被称为“运河三老”。
2005年7月，郑孝燮与吴良镛、谢辰生、傅熹年等11名专家学者联名致信国家主要领导，倡议我国设立“文化遗产日”，希望通过设立“文化遗产日”使广大民众更多地了解祖国文化遗产的丰富内涵，自觉参与文化遗产保护与传承的行动。当年12月，国务院决定从2006年起，每年6月的第二个星期六为我国“文化遗产日”。
郑孝燮不仅积极投身于文物古迹的保护工作，而且还对我国的文物保护体制提出了自己的创见。针对我国文物体制的单一级别，郑孝燮指出，随着历史文化名城的保护与发展，应当研究改进这一体制，即按照文物古迹的历史、艺术和科学价值的不同，及所处城市分区环境的特点，使之改革充实为三级(保护级、保留级和重整级)保护的体制。郑孝燮认为，文物保护不是单纯对文物本身的保护，也不仅是保护文物周围的环境，更重要的是要将文物及其周围的保护纳入城市规划加以全面考虑。他倡导“城市文态环境”保护和“城市文化风貌”保护的概念。
1999年6月，吴良镛、贝聿铭、周干峙、张开济、华揽洪、郑孝燮、罗哲文、阮仪三提出《在急速发展中更要审慎地保护北京历史文化名城》的建议，认为:“北京旧城最杰出之处就在于它是一个完整的有计划的整体，因此,对北京旧城的保护也要着眼于整体”，在旧城内仅把一些地区划作历史文化保护区,是“将历史文化保护简单化了”,“目前的保护区规划仅仅是孤立地、简单地划出各个保护区的边界”,“没有从旧城的整体保护出发进行通盘的考虑”,“是一种消极保护,实际上也难以持久”。
郑孝燮还积极呼吁奔走，促成《历史文化名城名镇名村保护条例》2008年颁布施行。条例共6章48条，包括名城名镇名村申报与批准、保护规划、保护措施、法律责任等章节，从行政法规角度细化了名城保护的制度。另一项是国家标准《历史文化名城保护规划规范》，2005年由国家质量监督检验检疫总局和建设部联合发布实施。《条例》和《规范》充实了《文物保护法》的内容，也凝聚了包括郑孝燮、罗哲文等一大批老专家的智慧，他们在呼吁、呐喊和促成其出台方面功不可没。
2017年1月24日18时05分，郑孝燮在北京逝世，享年100岁。

## 评价
郑孝燮一生谦和儒雅、平易近人、淡泊名利。自建国前夕执教清华大学建筑系以来至期颐之年六十余载孜孜不倦注重培养年轻人才，形成梯队，使中国建筑、城市规划、文物、文化遗产保护事业得以发展和延续，弘扬民族文化内涵。

## 奖项和荣誉
2006年，国家文物局授予郑孝燮“文物保护特别奖”。2006年,郑孝燮获中国城市规划学会首届“终身成就奖”。2008年郑孝燮获中华民族建筑研究会颁发的"中华民族建筑事业终身成就奖”。2009年,文化部、国家文物局授予郑孝燮“中国文物、博物馆事业杰出人物”荣誉称号。郑孝燮被誉为“华夏古建的卫士、中国申遗的先鋒”。郑孝燮是我国建筑、城市规划领域德高望重的学者，也是历史文化名城保护和文物保护领域的著名专家，在建筑教育、城市规划、文物保护等方面均有卓越建树和重要贡献。

## 著作
- 郑孝燮.保护文物古迹与城市规划.建筑学报，1980 (4).
- 郑孝燮.城市规划中风景文物的保护区问题. 城市规划，1980 (4).
- 郑孝燮.关于风景文物保护区的探讨.建筑师，1980 (3).
- 郑孝燮.峨嵋山风景区规划风格问题的探讨.建筑学报，1980 (6).
- 郑孝燮.对我国社会主义城市规划几个问题的探讨.建筑学报，1981 (2).
- 郑孝燮.为开展城市规划工作局面进言. 《城市规划》，1983 (2).
- 郑孝燮.试论首都规划的环境艺术问题——学习《北京市建设总体规划方案》的一点体会.建筑学报，1983 (11).
- 郑孝燮.关于历史文化名城的传统、特点和风貌的保护.建筑学报，1983 (12).
- 郑孝燮.城市环境艺术和建筑风格的现代化与民族化--为庆祝建国三十五周年献作.城市规划，1984 (6)，1985 (1).
- 郑孝燮.城市环境艺术和建筑风格的现代化与民族化（续）. 城市规划 1985 (1)
- 郑孝燮.中国古都规划形制的“红线”——从隋唐长安和明清北京说起.城市规划英文版，1985 (1).
- 郑孝燮.中国中小古城布局的历史风格.建筑学报，1985 (12).
- 郑孝燮.加强我国历史文化名城保护的几点看法，避暑山庄论丛.北京:紫禁城出版社，1986.
- 郑孝燮.论首都规划建设文化风貌问题.建筑学报，1986 (12).
- 郑孝燮.卢沟桥镇一些古迹的探考.卢沟桥文集.北京:燕山出版社，1987.
- 郑孝燮.历史文化名城的经济发展与文化风貌分区探讨.中国历史文化名城保护与建设.北京:文物出版社，1987.
- 郑孝燮.历史文化名城关于保护区的风貌问题.中国名城，1988 (4).
- 郑孝燮.历史文化名城几个文化问题初探——在全国历史文化名城江陵会议上的发言.中国名城，1989 (4).
- 郑孝燮.古都城建构.中国瑰宝.台湾:锦绣出版社，1989.
- 郑孝燮.布达拉宫的民族特色及其文态环境保护. 古建园林技术，1994 (4).
- 郑孝燮.东长安街是北京最重要的近代历史带. 城市发展研究， 1995 (1).
- 郑孝燮.论文物建筑的文态环境保护. 城市发展研究，1996 (2).
- 郑孝燮.云南丽江考察研究报告. 城市发展研究，1996 (5).
- 郑孝燮.山西平遥考察研究报告. 城市发展研究，1996 (5).
- 郑孝燮.为我国建筑的现代化与民族化探索传统民族建筑特色的形成. 《建筑学报》，1996 (10).《规划师》， 1997 (1).
- 郑孝燮.从明清北京城墙谈到一段明城墙的抢救. 城市发展研究，1997 (1).
- 郑孝燮.从明清北京城墙谈到一段明城墙的抢救. 城市发展研究，1997 (1).
- 郑孝燮.文态环境与建筑特色——关于历史文化名城保护的问题. 自然杂志，1998 (5).
- 郑孝燮.山西灵石王家大院古民居——“藏在深山人未识”的国宝、人类之宝. 城市发展研究，1999 (2).
- 郑孝燮.历史文化名城岂能名存实亡. 瞭望， 2000 (3).
- 郑孝燮.他的足迹是一条建筑文脉——纪念学术巨人梁思成先生百岁诞辰.北京规划建设，2001 (3).
- 郑孝燮.保护北京紫禁城和保护皇城分不开. 北京规划建设， 2001 (6).
- 郑孝燮.论自然与文遗产的个性.中国园林，2001，17 (3).
- 郑孝燮.关于保护和展示历史文化名城风貌的建议. 城市规划，2002 (7).
- 郑孝燮.加强我国的世界遗产保护与防止“濒危”的问题.城市发展研究，2003，10 (2).
- 郑孝燮.缅怀林徽因教授——2004年百岁诞辰纪念.建筑创作，2004 (5).
- 郑孝燮.世界遗产的“不可再生”价值.现代城市研究，2004 (6).
- 郑孝燮.莫让遗产成遗孤. 建设科技，2004 (6).
- 郑孝燮.留取精神历史篇. 城市发展研究，2005 (1).
- 郑孝燮.古都北京皇城的历史功能、传统风貌与紫禁城的“整体性”. 故宫博物院院刊，2005 (5).
- 郑孝燮.文化的认同是巩固的国防——文物专家郑孝燮谈京杭大运河申遗. 北京规划建设，2006 (6).
- 郑孝燮.《留住我国建筑文化的记忆》.中国建筑工业出版社，2007.
- 郑孝燮.《征程拾韵—郑孝燮诗词选》，2014.